# التسلسل الزمني للصراع الفلسطيني الإسرائيلي 2011
فيما يلي تسلسل زمني لأحداث الصراع بين الفلسطينيين والإسرائيليين في عام 2011 باعتبارها جزءا من الصراع الإسرائيلي الفلسطيني.

## يناير
| التاريخ | النوع        | الوفيات | الإصابات | الموقع        | التفاصيل |
| ------- | ------------ | ------- | -------- | ------------- | --- |
| 1       | هجوم صاروخي  | 0       | 0        | إسرائيل       | في ساعات المساء، سقطت قذيفة هاون أطلقها فلسطينيون في قطاع غزة بالقرب من كيبوتس في المجلس الإقليمي شاعر هنيغف. أُصيبت امرأة بصدمة ولم يبلغ عن إصابات جسدية أو أضرار. وأعلنت الجبهة الشعبية لتحرير فلسطين مسؤوليتها عن الهجمات بقذائف الهاون في ذلك اليوم، قائلة إنها أطلقت أربع قذائف هاون على موقعين عسكريين في إسرائيل، مضيفة أنها "ستتمسك بخيار المقاومة ومواجهة الاحتلال الإسرائيلي". |
| 2       | إطلاق نار    | 1       | 0        | الضفة الغربية | أطلق جنود الاحتلال بالقرب من حاجز بكاوت شرقي نابلس النار على المواطن الفلسطيني أحمد المسلماني في العشرينات من عمره من قرية طوباس وادّعى جيش الاحتلال أنّه كان يحمل سلاحًا. |
| 3       | ضربة جوية    | 0       | 2        | قطاع غزة      | قصفت طائرات سلاح الجو الإسرائيلي ثلاثة أهداف في قطاع غزة، منهم مخيمين للاجئين، مما أدى إلى إصابة فلسطينيين اثنين. |
| 4       | ضربة جوية    | 0       | 0        | قطاع غزة      | قصفت طائرات سلاح الجو الإسرائيلي هدفين في قطاع غزة، أفادت إسرائيل أنهما نفقًا وقاعدة تدريب تابعة لحركة حماس. |
| 6       | إطلاق نار    | 2       | 0        | قطاع غزة      | بحسب مسعفون فلسطينيون، قتلت القوات الإسرائيلية فلسطينيين اثنين على الحدود بين قطاع غزة وإسرائيل. قال الجيش الإسرائيلي إنه أطلق النار على شخصين كانا يحاولان عبور السياج الحدودي. |
| 7       | إطلاق نار    | 1       | 0        | الضفة الغربية | أطلقت القوات الإسرائيلية النار على رجل فلسطيني يبلغ من العمر 67 عامًا فأردته قتيلًا خلال عملية في الضفة الغربية بفلسطين لاعتقال أعضاء حماس الذين أطلق سراحهم مؤخرًا من سجن فلسطيني. تزعم زوجة الرجل أنه قُتل أثناء نومه في سريره، بينما تدعي صحيفة جيروزاليم بوست أن الجنود أطلقوا النار عليه بعد أن رأوه يقوم "بحركة مفاجئة" واعتقدوا أنه كان يمد يده للحصول على سلاح. |
| 7       | ضربة جوية    | 0       | 0        | قطاع غزة      | إسرائيل تقصف ثلاثة أهداف في قطاع غزة وتزعم أنهم مراكز نشاط ونفق لحماس. |
| 8       | هجوم صاروخي  | 0       | 3        | إسرائيل       | حوالي الساعة 2:20 بعد الظهر، أطلق فلسطينيون في قطاع غزة أربع قذائف هاون من عيار 181 ملم على إسرائيل، سقطت جميعها في المجلس الإقليمي شاعر هنيغف. أصابت إحدى القذائف منطقة سكنية داخل تجمع زراعي في المنطقة. وأصيب ثلاثة عمال زراعيين أجانب تايلانديين، أحدهم كانت حالته خطرة والآخر متوسطة والآخر طفيفة، وجميعهم أصيبوا بشظايا. عانى عدد من الأشخاص الآخرين من الصدمة. كما قتلت القذيفة قطة قريبة. أعلنت حركة الجهاد الإسلامي في فلسطين مسؤوليتها عن إطلاق النار وقالت إنها أطلقت ست قذائف هاون على موقع عسكري إسرائيلي بالقرب من ناحال عوز. |
| 8       | إطلاق نار    | 1       | 0        | الضفة الغربية | خلدون السمودي، فلسطيني هرع باتجاه نقطة تفتيش، استشهد برصاص القوات الإسرائيلية. وعثر الجنود في وقت لاحق على متفجرات في جثة الصمودي. |
| 10      | إطلاق نار    | 1       | 0        | قطاع غزة      | أطلق جنود جيش الاحتلال الإسرائيلي النار على مزارعٍ يبلغ من العمر 65 عامًا بالقرب من السياج الأمني لأسباب غير معروفة ما أدّى لمقتله. |
| 10      | ضربة جوية    | 0       | 0        | قطاع غزة      | قصف الطيران الإسرائيلي هدفين في قطاع غزة. |
| 11      | ضربة جوية    | 1       | 0        | قطاع غزة      | أدى هجوم صاروخي إسرائيلي إلى مقتل ناشط فلسطيني أثناء قيادته لدراجة نارية في قطاع غزة. |
| 12      | ضربة جوية    | 0       | 0        | قطاع غزة      | قصفت إسرائيل ثلاثة أهداف في قطاع غزة ولم يبلغ عن وقوع إصابات. |
| 18      | هجوم دبابات  | 1       | 2        | قطاع غزة      | دبابات إسرائيلية تدخل شمال قطاع غزة. وقعت بعض المعارك أسفرت عن مقتل فلسطيني وجرح اثنين آخرين. |
| 20      | إطلاق نار    | 1       | 0        | الضفة الغربية | سالم الصمودي، فلسطيني قتل صديقه خلدون الصمودي برصاص إسرائيليين في الثامن من الشهر الجاري، برصاص الإسرائيليين خلال تبادل لإطلاق النار مع القوات الإسرائيلية. |
| 27      | انفجار       | 1       | 0        | قطاع غزة      | وفاة راعي فلسطيني في انفجار أثناء رعي أغنامه بالقرب من معبر حدودي غير عامل. |
| 27      | إطلاق رصاص   | 1       | 0        | الضفة الغربية | قُتل الفلسطيني عدي ماهر قدوس (مصادر أخرى باسم فادي قادوس) برصاص المستوطنين الإسرائيليين أثناء عمله في حقله. أفاد أحد المصادر أن بعض الفلسطينيين ألقوا الحجارة باتجاه الإسرائيلي أثناء الاشتباك. |
| 28      | إطلاق نار    | 1       | 1        | الضفة الغربية | مقتل فلسطيني في اشتباكات مع مستوطنين إسرائيليين وإصابة فلسطيني آخر. |
| 31      | إطلاق الرصاص | 0       | 1        | قطاع غزة      | أصيب فلسطيني عندما فتحت القوات الاسرائيلية النار على مجموعة من الفلسطينيين كانوا يجمعون الخردة المعدنية بالقرب من الحدود. |
| 31      | هجوم صاروخي  | 0       | 0        | إسرائيل       | سقوط صاروخ غراد قرب حي سكني في مدينة نتيفوت. تسبب الانفجار في تعطيل حفل زفاف في محيط موقع الهبوط؛ وأصيب أربعة أشخاص بالصدمة وإلحاق أضرار بطريق وسيارة متوقفة. وانفجر صاروخ غراد آخر بالقرب من مدينة أوفاكيم بعد بضع دقائق، لكن لم ترد أنباء عن وقوع إصابات أو أضرار. |

## فبراير
| التاريخ | النوع                         | الوفيات | الإصابات | الموقع        | التفاصيل |
| ------- | ----------------------------- | ------- | -------- | ------------- | --- |
| 2       | ضربة جوية                     | 0       | 0        | قطاع غزة      | قصفت طائرات حربية إسرائيلية هدفا في قطاع غزة. وتقول إسرائيل إن الهدف كان نفق تهريب. |
| 4       | مكافحة الشغب                  | 0       |          | الضفة الغربية | تعرض الفلسطينيون الذين يحتجون على الجدار الإسرائيلي في الضفة الغربية لإطلاق بالغاز المسيل للدموع والرصاص المطاطي والذخيرة الحية في عدة بلدات؛ نعلين وبلعين ووادي رحال والمعصرة والنبي صالح. |
| 5       | إطلاق نار                     | 0       | 2        | قطاع غزة      | أطلقت القوات الإسرائيلية النار على فلسطينيين اثنين أثناء قيامهما بجمع الحصى من منازل مدمرة في غزة. |
| 5       | إطلاق نار                     | 0       | 1        | قطاع غزة      | أطلقت القوات الإسرائيلية النار على عمال فلسطينيين، مما أدى إلى إصابة أحدهم أثناء قيامهم بجمع الحصى شمال قطاع غزة. |
| 8       | ضربة جوية                     | 0       | 8        | قطاع غزة      | الطيران الحربي الإسرائيلي يقصف مستودعا للأدوية وحقلا تابع لوزارة الصحة في قطاع غزة، مما أدى إلى إصابة ثمانية أشخاص. وقال الجيش الإسرائيلي إنه قصف نفقا و"مركزين للنشاط الإرهابي" ردا على الهجمات الصاروخية الفلسطينية وإنه وقعت انفجارات ثانوية في اثنين من الأهداف. |
| 9       | هدم المنازل                   | 0       | 0        | الضفة الغربية | إسرائيل تهدم الخيام والثكنات الفلسطينية التي أقيمت دون تصريح من إسرائيل بالقرب من نابلس. وهناك مجموعة من "8 عائلات" إلى "180 فلسطينيًا" قد عاشوا هناك سابقًا. |
| 11      | اشتباك                        | 1       | 2        | القدس         | قُتل حسام الرويدي طعنا وأصيب فلسطينيان آخران، خلال اشتباك مع إسرائيليين في القدس الغربية. |
| 11      | اشتباك                        | 0       | العشرات  | القدس         | اشتباكات بين شبان محليين وقوات الاحتلال خلال احتجاجات في سلوان. وأصيب عشرات الفلسطينيين بعد أن أطلق الإسرائيليون قنابل الغاز والرصاص المطاطي. |
| 13      | اطلاق الرصاص                  | 0       | 2        | قطاع غزة      | إصابة فلسطينيين برصاص القوات الإسرائيلية أثناء قيامها بجمع الأنقاض شمال قطاع غزة. |
| 14      | اطلاق الرصاص                  | 0       | 1        | قطاع غزة      | أصيب الفلسطيني سليمان أبو ركاب برصاص القوات الإسرائيلية أثناء عمله بالقرب من الحدود الشمالية مع إسرائيل. |
| 15      | اطلاق الرصاص                  | 0       | 1        | الضفة الغربية | وائل محمود عايد (17 عاما) فلسطيني أصيب برصاص المستوطنين الإسرائيليين في بطنه أثناء قيامه بزراعة أرضه. |
| 16      | الذخائر غير المنفجرة          | 0       | 2        | قطاع غزة      | جُرح فلسطينيان إثر انفجار ذخيرة إسرائيلية كانت غير متفجرة. |
| 17      | إطلاق نار                     | 0       | 2        | قطاع غزة      | أطلقت القوات الإسرائيلية النار على فلسطينيين اثنين في أرجلهما أثناء قيامهما بجمع الأحجار، حيث قالت إسرائيل إن العمال تجاوزوا المنطقة العازلة على الحدود. |
| 17      | إطلاق نار                     | 3       | 0        | قطاع غزة      | قتلت القوات الإسرائيلية ثلاثة فلسطينيين. وأوضحت الجبهة الديمقراطية لتحرير فلسطين أن أحد القتلى عضو في التنظيم قتل "خلال مهمة نفذها جناحنا العسكري". وتقول مصادر أخرى أن الرجال الثلاثة صيادون. |
| 19      | هجوم صاروخي                   | 0       | 0        | إسرائيل       | أُطلقت قذيفة من قطاع غزة على مجلس إشكول الإقليمي، ولم يبلغ عن وقوع إصابات أو أضرار. |
| 19      | هجوم ضد الاحتجاج              | 0       | 2        | الضفة الغربية | أطلقت القوات الإسرائيلية الغاز والذخيرة الحية والرصاص المطاطي على متظاهرين فلسطينيين في بيت أمر، وأصيب رئيس البلدية في ساقه، وطفل بقنبلة ارتجاجية. |
| 21      | الهجوم على الممتلكات          | 0       | 0        | الضفة الغربية | دمر المستوطنون الإسرائيليون ما بين 220-270 شجرة زيتون فلسطينية بالقرب من نابلس. |
| 22      | الهجوم على الممتلكات          | 0       | 0        | الضفة الغربية | جيش الاحتلال يقطع 230 شجرة زيتون فلسطينية قرب بيت لحم. |
| 22      | إطلاق نار                     | 0       | 1        | قطاع غزة      | أطلق الجيش الإسرائيلي النار على عامل فلسطيني أثناء عمله بالقرب من الحدود مع إسرائيل. |
| 22      | نزع سلاح المتفجرات            | 0       | 0        | قطاع غزة      | عُثر على عبوتين ناسفتين بالقرب من حدود قطاع غزة مع إسرائيل وقام الجنود الإسرائيليون بتدميرها. |
| 23      | عبوة ناسفة                    | 0       | 0        | قطاع غزة      | تفجير عبوة ناسفة مرتجلة على حدود غزة استهدفت جنودًا إسرائيليين. |
| 23      | هجمات بقذائف الهاون والصواريخ | 1       | 11       | إسرائيل       | أُطلقت سبع قذائف من قطاع غزة. أطلق أحدهما على موقع للجيش الإسرائيلي، بينما أطلق الستة الآخرون النار على المدنيين. أصيب أحدهم بمبنى في بئر السبع. وردت قوات الاحتلال على النيران فقتلت مسلحا وأصابت عدة فلسطينيين ستة منهم على الأقل من المقاتلين. حماس والجهاد الإسلامي في فلسطين كلاهما تقولان إنهما أطلقتا قذائف الهاون.                                                                                           |
| 23      | إطلاق نار                     | 0       | 2        | قطاع غزة      | أطلقت قوات الاحتلال النار على فلسطينيين اثنين أثناء قيامهما بجمع مواد للخرسانة في قطاع غزة. |
| 23      | ضربة جوية                     | 0       | 2        | قطاع غزة      | سلاح الجو الإسرائيلي يستهدف مجموعة من المسلحين الذين أطلقوا صواريخ غراد على منطقة سكنية في بئر السبع. تم تأكيد "إصابة مباشرة". |
| 24      | ضربة جوية                     | 1       | 6        | قطاع غزة      | في عملية مشتركة بين الجيش الاحتلال والشاباك، استخدم سلاح الجو الإسرائيلي مركبة جوية بدون طيار لاستهداف مسلحين في شاحنة صغيرة على طول الحدود بين غزة ومصر. أُطلق الصاروخ على السيارة عندما كانت بالقرب من أنفاق التهريب في رفح، مما أسفر عن مقتل ناشط وإصابة ستة، ردًا على إطلاق صواريخ على مدنيين إسرائيليين. غير أن مصادر فلسطينية ذكرت أن ركاب السيارة قد فروا وأن أربعة مدنيين قريبين أصيبوا في الهجوم الإسرائيلي. |
| 25      | ضربة جوية                     |         |          | قطاع غزة      | سلاح الجو الإسرائيلي يستهدف عدة مواقع في قطاع غزة. |
| 25      | شغب                           |         |          | الضفة الغربية | حوالي سبعين فلسطينيًا يتحولون إلى أعمال عنف خلال مظاهرة، حيث هاجموا جنود الجيش الإسرائيلي وشرطة الحدود الإسرائيلية بالحجارة في بلعين بالضفة الغربية. كما أنها تضر بالجدار الفاصل في الضفة الغربية. |
| 26      | ضربة جوية                     | 0       | 2        | قطاع غزة      | سلاح الجو الإسرائيلي يقصف أربعة مواقع في قطاع غزة، أحدهم موقع حراسة تابع لحماس. أصيب رجل وفتاة عمرها سبعة أشهر كانت إصابتها "طفيفة". |
| 28      | هجوم مُحبط                     |         |          | قطاع غزة      | أحبط جيش الاحتلال محاولة هجوم على جنود إسرائيليين بالقرب من الحدود بين غزة وإسرائيل. رصدت القوات عدة مسلحين حاولوا زرع متفجرات وفتحوا النار عليهم، وأكدت إصابتهم. |

## مارس
| التاريخ | النوع                         | الوفيات | الإصابات  | الموقع        | التفاصيل |
| ------- | ----------------------------- | ------- | --------- | ------------- | --- |
| 01      | إحباط هجوم                    |         |           | قطاع غزة      | إطلاق صاروخ مضاد للدبابات على دبابة ميركافا إسرائيلية خلال دورية روتينية في جنوب قطاع غزة. نظام الدفاع تروفي للدبابة يدمر الصاروخ قبل أن يصطدم بالدبابة. وردت قوات الاحتلال على النيران وأكدت إصابته. |
| 06      | غارات جوية                    | 0       | 0         | قطاع غزة      | ردًا على وابل صاروخي من قبل مسلحين إسلاميين ضد بلدات إسرائيلية، شن سلاح الجو الإسرائيلي غارات جوية على الأنفاق ومعسكرات تدريب المقاتلون في قطاع غزة. وقعت انفجارات ثانوية في النفق. |
| 08      | العُثور على أسلحة              | 0       | 0         | الضفة الغربية | عثرت شرطة الحدود الإسرائيلية على خمس قنابل أنبوبية وثلاث زجاجات حارقة وسكين عند نقطة تفتيش في تبواخ. |
| 11      | أعمال الشغب                   | 0       | 0         | الضفة الغربية | قبضت سلطات الاحتلال على فلسطينيين اثنين، يُشتبه أنّهم يثيرون الشغب وادّعت أنهم يُهاجمون القوات الإسرائيلية في نعلين ومناطق أخرى في الضفة الغربية. |
| 11      | هجوم صاروخي                   | 0       | 0         | إسرائيل       | إطلاق صاروخ قسام من قطاع غزة على مجلس حوف عسقلان الإقليمي في جنوب إسرائيل. انفجر الصاروخ في حقل زراعي. وبسبب نظام الإنذار المبكر باللون الأحمر، كان المدنيون في المخابئ عندما انفجر الصاروخ ولم يُحدث إصابات. |
| 11      | طعن                           | 5       | 0         | الضفة الغربية | هجوم إيتمار - تسلل فلسطينيان إلى مستوطنة إيتمار وقتلوا خمسة أفراد من عائلة إسرائيلية، من بينهم ثلاثة أطفال. |
| 16      | ضربة جوية                     | 3       | 4         | قطاع غزة      | أطلق سلاح الجو الإسرائيلي صاروخين على مجمع أمني لحركة حماس في وسط قطاع غزة، ردًا على إطلاق قذائف مورتر على بلدات إسرائيلية. قتل ثلاثة مسلحين وأصيب أربعة. (مشكوك به) |
| 18      | هجوم مضاد للدبابات            | 0       | 0         | إسرائيل       | إطلاق صاروخ مضاد للدبابات على القوات الإسرائيلية خلال نشاط روتيني بالقرب من السياج الحدودي جنوب قطاع غزة. |
| 19      | هجمات بقذائف الهاون           | 0       | 2         | إسرائيل       | في الشبات، واليوم الأول من عيد الفور اليهودي، أُطلقت 54 قذيفة هاون من قطاع غزة على بلدات جنوبي إسرائيل. أُطلقت قذائف الهاون، وهي من نفس نوع قذائف الهاون التي تم العثور عليها على متن سفينة إيرانية تم الاستيلاء عليها، في عدة وابل. وأصيب مدنيان إسرائيليان بجروح طفيفة بشظايا قذيفة الهاون. يصل معظم المدنيين إلى المناطق المحمية. وأعلنت حماس مسؤوليتها عن الهجمات. |
| 19      | ضربات جوية وقصف               | 1       | 5         | قطاع غزة      | ردًا على الهجمات على المدنيين في جنوب إسرائيل، هاجمت دبابات جيش الاحتلال ومروحيات سلاح الجو الإسرائيلي عدة مناطق في قطاع غزة، بما في ذلك خان يونس ودير البلح وحي الشجاعية. وأصيب شخصان بجروح في غارة جوية استهدفت قاعدة لحماس في جنوب قطاع غزة. |
| 21      | حادثة طعن                     | 0       | 1         | الضفة الغربية | ذكر فلسطينيون أن رجلًا فلسطينيًا يبلغ من العمر 25 عامًا من خربة طوبا تعرض للطعن من قبل رجل ملثم، يبدو أنه يهودي، فر من مكان الحادث. وكانت شرطة إسرائيل تحقق في الهجوم، واشتبهت في أن الدافع وراء الهجوم قومي. |
| 21      | إطلاق نار                     | 0       | 2         | الضفة الغربية | فلسطينيون يحجرون سيارات متحركة في محيط بيت أمر. يقول الفلسطينيون أن سائقًا إسرائيليًا رد بإطلاق النار، ما أدى إلى إصابة رجلان بجروح طفيفة. |
| 21      | ضربة جوية                     | 0       | 18        | قطاع غزة      | أُصيب 18 شخصا في غارة جوية إسرائيلية على ما زعمت إسرائيل أنه نفق تهريب. |
| 22      | قصف بقذائف الهاون أو الدبابات | 4       | "العشرات" | قطاع غزة      | أطلق مسلحين فلسطينيون يعملون بالقرب من بلدة سجايا في شمال قطاع غزة قذائف مورتر على قوات الاحتلال عبر الحدود. وردت القوات بإطلاق قذائف الهاون مما أسفر عن مقتل أربعة مدنيين في البلدة. وقالت إسرائيل إن عمليات القتل كانت عرضية وفتحت تحقيقا، لكنها شددت على أن المسؤولية تقع على عاتق حماس لاختيارها العمل في مناطق مأهولة بالسكان.                                  |
| 22      | ضربة جوية                     | 4       | 0         | قطاع غزة      | مقتل أربعة رجال ينتمون لحركة الجهاد الإسلامي بصاروخ أطلقته طائرة إسرائيلية. وتقول إسرائيل إن الرجال كانوا في طريقهم لإطلاق صاروخ باتجاه إسرائيل. |
| 22      | متفجرات مزروعة                | 1       | 30+       | القدس         | تفجير موقف الحافلات بالقدس 2011 - انفجرت قنبلة موضوعة في كشك هاتف في محطة للحافلات، مما أسفر عن مقتل مواطن بريطاني وإصابة 39 شخصًا. |
| 25      | هجوم بالحجارة                 | 0       | 2         | الضفة الغربية | هاجم فلسطيني جنديًا في إسرائيليًا بحجر وحاول انتزاع سلاحه. أطلق ضباط شرطة إسرائيل النار على المهاجم في ساقه. أصيب الرجلان بجروح متوسطة ونُقلا بواسطة مروحية إسرائيلية إلى مركز هداسا الطبي في القدس. |
| 25      | ضربة جوية                     | 0       | 1         | قطاع غزة      | إصابة فلسطيني في غارة جوية إسرائيلية على مدينة غزة. |
| 26      | هجوم بالحجارة                 | 0       | 1         | الضفة الغربية | رشقت سيارة بالحجارة أثناء نقلها لمواطنة إسرائيلية قرب قلقيلية، مما أدى إلى أصيب السائق. |
| 26      | ضربة صاروخية                  | 0       | 3         | الضفة الغربية | أصيب ثلاثة فلسطينيين خلال احتجاجات بالضفة الغربية حيث أطلقت القوات الإسرائيلية الرصاص المعدني المغلف بالمطاط وقنابل الصوت ضد المتظاهرين. |
| 27      | ضربة صاروخية                  | 2       | 1         | قطاع غزة      | أدى هجوم صاروخي إسرائيلي إلى مقتل اثنين من سرايا القدس وإصابة مدني. |
| 30      | ضربة صاروخية                  | 1       | 1         | قطاع غزة      | أدى هجوم صاروخي إسرائيلي إلى مقتل عضو في سرايا القدس وإصابة مدني. |

## أبريل
| التاريخ | النوع                                                    | الوفيات | الإصابات | الموقع             | التفاصيل |
| ------- | -------------------------------------------------------- | ------- | -------- | ------------------ | --- |
| 02      | ضربة جوية                                                | 3       | 2        | قطاع غزة           | قُتل ثلاثة من مقاتلي حماس من كتائب القسام (الجناح العسكري للحركة) في غارة جوية إسرائيلية. ذكر موقع مؤيد للفلسطينيين أن اثنين من "المقيمين" الآخرين أصيبوا، لكن مقالًا على شبكة سي إن إن حول الحادث لم يذكر الخسائر بخلاف مقاتلي حماس. |
| 04      | إطلاق نار                                                | 1       | 0        | الضفة الغربية      | مقتل المخرج العربي الإسرائيلي جوليانو مير خميس برصاصة في مدينة رام الله الفلسطينية. المشتبه بأنه عضو في حماس. |
| 07      | هجمات مضادة للدبابات والصواريخ وقذائف الهاون؛ غارات جوية | 1       | 1        | النقب و قطاع غزة   | أطلقت حماس صاروخ كورنت المضاد للدبابات على حافلة مدرسية إسرائيلية، مما أدى إلى إصابة دانييل فيفليك، وهو صبي مراهق كان في طريقه إلى المنزل من المدرسة، بجروح طفيفة، وإصابة سائق الحافلة بجروح طفيفة. مات الصبي بعد عشرة أيام. واصل الفلسطينيون إطلاق الصواريخ على إسرائيل طوال فترة ما بعد الظهر. اعترض نظام القبة الحديدية أحد الصواريخ فوق عسقلان. وردت إسرائيل بشن غارات جوية على خليتين لإطلاق الصواريخ. |
| 08      | هجمات صاروخية وقذائف هاون؛ غارات جوية                    | 2       | 0        | إسرائيل و قطاع غزة | على الرغم من إعلان المقاتلين الفلسطينيين في غزة وقف إطلاق النار من جانب واحد في الساعة 11 مساءً من الليلة السابقة، أُطلق ما لا يقل عن 24 قذيفة هاون و 6 صواريخ على إسرائيل، مما تسبب في أضرار جسيمة لمصنع وفي حظائر الدجاج. وردت إسرائيل بضربات جوية، مما أسفر عن مقتل أربعة من مقاتلي حماس وناشط واحد من لجان المقاومة الشعبية.                                                                              |
| 08      | هجمات صاروخية وقذائف هاون؛ ضربات جوية ومدفعية            | 3       | 0        | إسرائيل و قطاع غزة | أطلق مقاتلون فلسطينيون في قطاع غزة أكثر من 65 صاروخا وقذيفة هاون على إسرائيل مما ألحق أضرارا بمنازل. أصيب خمسة أشخاص أثناء فرارهم إلى الملاجئ. ردّت إسرائيل بغارات جوية وقصف مدفعي. وبحسب مصادر فلسطينية، قُتل عدد من مقاتلي حماس وواحد من لجان المقاومة الشعبية وعدد من المدنيين. |
| 14      | معلقة                                                    | 1       | 0        | قطاع غزة           | اختُطف المتطوع الإيطالي في حركة التضامن العالمية فيتوريو أريغوني وأُعدم شنقًا في غزة على يد جماعة فلسطينية مسلحة. |
| 16      | الحجارة                                                  | 0       | 1        | القدس              | إصابة سائق يهودي بجروح نتيجة استهدافه من قبل رماة حجارة في حي سلوان. |
| 24      | إطلاق نار                                                | 1       | 3        | قُرب نابلس          | رجال شرطة تابعين للسلطة الفلسطينية أطلقوا النار على مجموعة من الإسرائيليين المتدينين الذين يصلون في قبر يوسف دون إذن. قُتل رجل واحد. |

## مايو
| التاريخ | النوع     | الوفيات | الإصابات | الموقع | التفاصيل |
| ------- | --------- | ------- | -------- | ------ | --- |
| 02      | رمي حجارة | 0       | 0        | القدس  | احتشد سكان سلوان الفلسطينيون في القدس لدعم أسامة بن لادن وضد اغتياله من قبل الولايات المتحدة، ورشقوا ضباط الشرطة الإسرائيلية بالحجارة. وردت الشرطة بوسائل تفريق الحشود. ولم ترِد أنباء عن وقوع إصابات أو اعتقالات. |

## يونيو
| التاريخ | النوع     | الوفيات | الإصابات | الموقع | التفاصيل |
| ------- | --------- | ------- | -------- | ------ | --- |
| 15      | حادثة طعن | 0       | 1        | نتانيا | اعتُقل مواطن إسرائيلي في مدينة نتانيا بتهمة طعن عامل بناء فلسطيني مرتين في صدره. أُرسل جهاز الأمن العام (الشاباك) للتحقيق في القضية. |

## أغسطس
| التاريخ | النوع                                          | الوفيات | الإصابات | الموقع      | التفاصيل |
| ------- | ---------------------------------------------- | ------- | -------- | ----------- | --- |
| 18      | إطلاق نار، تفجيرات، هجوم صاروخي، تفجير انتحاري | 8       | 40       | Highway 12 ‏ | تسلل مسلحون فلسطينيون إلى جنوب إسرائيل وهاجموا سيارات مدنية وقوات الأمن الإسرائيلية. وقُتل ثمانية أشخاص بينهم ستة مدنيين وجرح أربعون. وكان من بين القتلى جندي إسرائيلي قتل بنيران صديقة. وقُتل عشرة مهاجمين بينهم اثنان على يد جنود مصريين. كما قتلت القوات الإسرائيلية خمسة من أفراد الأمن المصريين أثناء مطاردتهم للمهاجمين في سيناء. |
| 18      | ضربة جوية                                      | 6       | 0        | قطاع غزة    | شنت إسرائيل غارة جوية على مبنى تستخدمه لجان المقاومة الشعبية واتهمتها بتنفيذ الهجمات. قُتل خمسة من كبار أعضاء التنظيم وطفل. وزعمت الحكومة الإسرائيلية أنها جاءت ردًا على الهجمات في جنوب إسرائيل. أدى ذلك إلى كسر حماس الهُدنة التي عقدتها مع إسرائيل منذ عام 2009.                                                                      |
| 20      | هجوم صاروخي                                    | 1       | 9        | بئر السبع   | أصابت عدة صواريخ أطلقت من قطاع غزة بئر السبع. |
| 29      | طعن                                            | 0       | 7        | تل أبيب     | أحد سكان نابلس سرق سيارة أجرة بعد طعن السائق في ذراعه وصدم حاجزًا لشرطة حرس الحدود خارج ملهى ليلي، ثم خرج من السيارة وتمكن من طعن عدد من المارة قبل أن يتم إخضاعهم من قبل الشرطة. أصيب أربعة مدنيين وأربعة من رجال الشرطة بجروح. |

## سبتمبر
| التاريخ | النوع       | الوفيات | الإصابات | الموقع     | التفاصيل |
| ------- | ----------- | ------- | -------- | ---------- | --- |
| 23      | إلقاء حجارة | 2       | 0        | قُرب الخليل | رشق فلسطينيون سيارة إسرائيلية بالحجارة قرب كريات أربع، مما أدى إلى قلبها. قُتل رجل إسرائيلي وابنه البالغ من العمر سنة واحدة. |

## أكتوبر
| التاريخ | النوع       | الوفيات | الإصابات | الموقع | التفاصيل                                                                            |
| ------- | ----------- | ------- | -------- | ------ | ----------------------------------------------------------------------------------- |
| 29      | هجوم صاروخي | 1       | 1+       | عسقلان | أصاب صاروخ فلسطيني مبنى سكني في عسقلان، مما أدى إلى مقتل رجل يبلغ من العمر 56 عامًا. |